# Paillet
Paillet település Franciaországban, Gironde megyében. Lakosainak száma 1192 fő (2022. január 1.). Paillet Langoiran, Virelade, Arbanats, Capian, Lestiac-sur-Garonne, Rions és Villenave-de-Rions községekkel határos.

## Népesség
A település népességének változása:
| Lakosok száma | 839  | 872  | 934  | 1130 | 1223 | 1221 | 1213 | 1204 | 1208 | 1192 |
|               | 1968 | 1982 | 1990 | 2006 | 2013 | 2015 | 2017 | 2019 | 2020 | 2022 |